# Троицкий собор (Саратов)
Свя́то-Тро́ицкий собо́р — православный храм в Саратове, кафедральный собор Саратовской митрополии и епархии Русской православной церкви (с октября 2014 года). Находится на Музейной площади в Волжском районе города. Троицкий собор — уникальный для Саратовского края памятник московского барокко.

## История

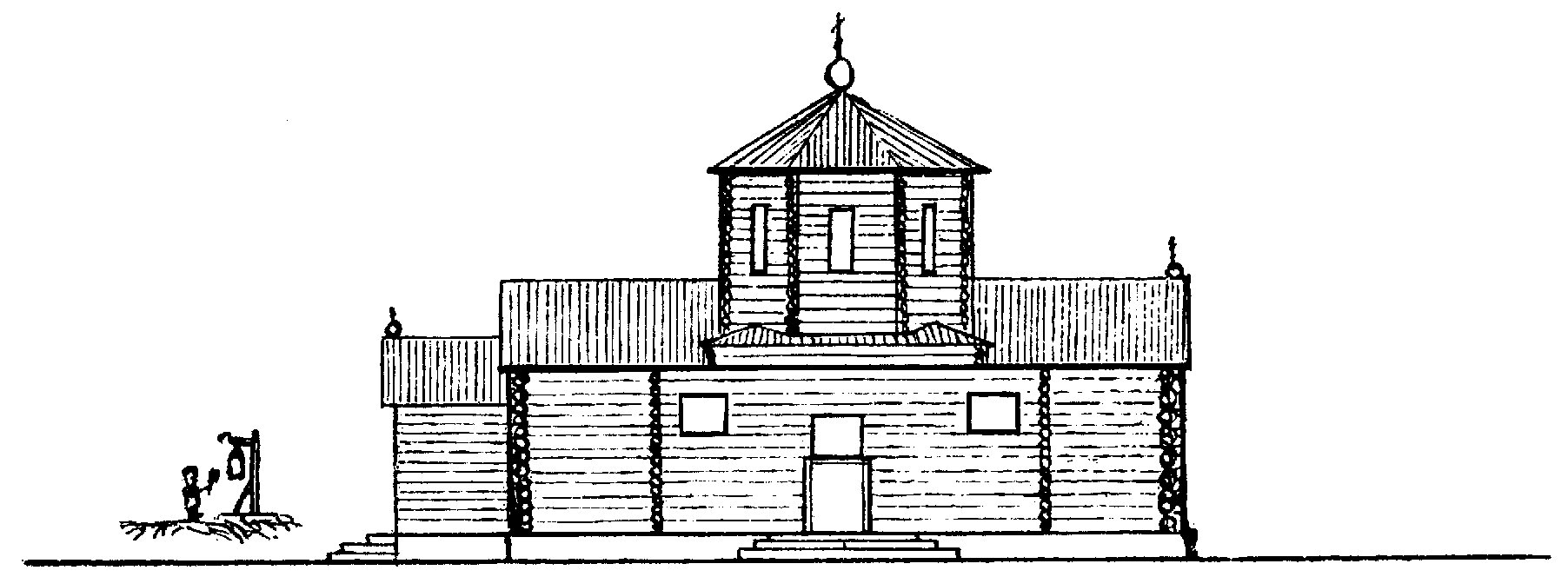
Первоначальный вид деревянного Троицкого собора

### Предыстория и постройка деревянного храма
Саратов был основан как сторожевая крепость в 1590 году московскими стрельцами. От своего основания до учреждения в 1799 году Саратовско-Пензенской епархии город в церковном отношении подчинялся астраханским архиереям.
Первая деревянная Троицкая церковь, стоявшая на месте собора, была возведена по благословению епископа Астраханского Парфения в 1674—1675 годах. Храм был возведен в течение очень короткого времени на центральной и единственной площади Саратова.
Десять лет спустя, в 1684 году Троицкая церковь сгорела дотла в огне очередного саратовского пожара. Оставшийся без прихода протопоп Игнатий Данилов с братией бил челом митрополиту Астраханскому и Терскому Савватию, прося благословить его и «разных чинов» обитателей Саратова приготовлять все, что было необходимо для построения собора, а потом начать и само построение храма «на прежнем месте» и «в тоже наименование».
Переписка с астраханским архиерейским домом продолжалась в течение пяти лет. Только в июне 1689 года митрополит Савватий выслал в Саратов требуемый документ. При этом грамота архиерея не только разрешала начать строительство, но и указывала некоторые конструктивные особенности будущего храма. После этого строительство храма пошло достаточно быстро.
Построение собора было делом чести для немногочисленных жителей города. Храм возводился всем миром, и за исключением работ, которые выполнялись специалистами, все остальное делалось городскими обывателями.
Уже в 1694 году он был готов к освящению и в октябре 1695 году был освидетельствован присланным из Астрахани архимандритом Иосифом. В акте освидетельствования называлось имя первого настоятеля новопостроенного храма — протопопа Григория Спиридонова. Здесь же указывалось, что храм был крыт «лубьем да драньем», то есть имел деревянную кровлю, и что «у тои же церкви колокольня на столбах, большой колокол 30 три пуда, два колокола по осми пуд, да колокол три пуда, да два колокола пять пуд».
Видимо, тогда же, в октябре 1695 года, сразу же после освидетельствования тем же архимандритом Иосифом с братией были освящены оба храма новопостроенного собора — верхний во имя Святой Троицы, а нижний в честь Успения Божией Матери.
В «акте приемки» собора, составленном архимандритом Иосифом, отмечена находящаяся в трапезной нижнего храма «печь обращатая» — вероятно, голландская печь, покрытая изразцами. Для провинциального храма конца XVII столетия это было новшество, поскольку средневековые русские храмы из-за боязни пожаров никогда не оснащались печами. В верхней церкви собора печи появились только в конце XIX века. Возможно, теплая нижняя трапезная была местом, где богослужения совершались в зимнее время, в то время как летом служба шла в неотапливаемой части храма.
Духовенство Троицкого собора сразу же после его постройки оказалось в трудном положении. Приход был малочисленным, как и весь новопостроенный город. Поэтому на следующий год после освящения храма его настоятель протопоп Игнатий Данилов обратился к государю Петру Великому с челобитною, в которой ходатайствовал о пожертвовании духовенству земельного участка по речкам Чардыму и Сокору в количестве 115 десятин. Государь челобитную принял благосклонно и повелел саратовскому воеводе Андрею Григорьевичу Ляпунову просимый участок «к церкви дать», о чём Ляпунову и была послана Государева грамота от 5 апреля того же 1696 года.

### XVIII век

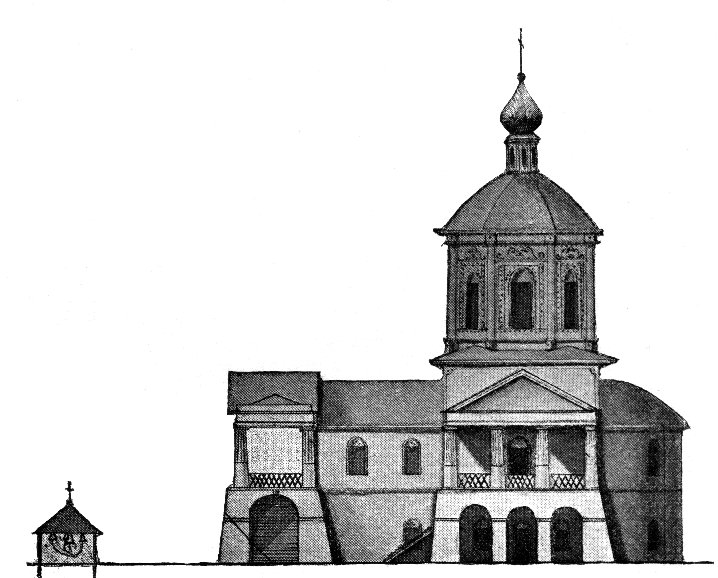
Рисунок из книги В. П. Соколова «Саратовский Троицкий (старый) собор»

20 мая 1712 года произошёл один из самых страшных пожаров в истории Саратова. Город выгорел весь без остатка, серьёзно пострадал храм. В ходе ремонта собора были значительно удлинены трапезные на нижнем и верхнем этажах. Оба храма, таким образом, имеют по две трапезных, соединённых друг с другом арками. Сверху была устроена открытая галерея, в это же время была построена соборная колокольня. Как отмечает В. П. Соколов, «кроме прямого своего назначения — служить местом для подвешивания колоколов, колокольня соборная могла иметь и другое, чисто стратегическое назначение — служить пунктом для наблюдений за движением неприятелей, что в то время было крайне необходимо, так как неприятели (кубанские и крымские татары) даже в 1717 году подступали к Саратову и разоряли его предместья».
Здание колокольни, представляющее собой традиционный восьмерик на четверике, увенчанный восьмигранным шатром, вначале стояло совершенно отдельно и только во время ремонта 1837 года было соединено с храмом. Изящество и легкость колокольне Троицкого собора придают окна в форме равноконечного креста с закруглениями на концах. К средине XVIII столетия на колокольне появились куранты.
Вероятнее всего, эта перестройка собора продолжалась до 1722—1723 годов. Сохранилось предание о том, что во время своего второго посещения Саратова император Петр I всходил на леса, окружавшие Троицкий собор.
Известно, что Пётр I прибыл в Саратов вместе с императрицей Екатериной I 10 июня 1722 г. В Троицком соборе для отправлявшегося в Персидский поход царя был отслужен напутственный молебен.
Во второй половине XVIII века Саратов неоднократно страдал от опустошительных пожаров. После пожара в мае 1774 года богослужения в Троицком соборе совершались только в нижней церкви вплоть до 1781 года. К этому времени для отремонтированной верхней церкви мастером Авраамом Степановичем Добрыниным, крепостным крестьянином села Холуй Владимирской губернии, был изготовлен новый иконостас. Кроме этого, мастер по договору с настоятелем собора протопопом Георгием Ивановым написал два храмовых образа: Троицы и Успения, «мерою в аршин».
Летом 1774 года Саратов пережил нашествие Пугачева. Как писал саратовский краевед А. Ф. Леопольдов, заставший старожилов, помнивших явление самозванца, «5 августа Пугачев подошел к Саратову и остановился верстах в трех от города. Шайка его состояла из 300 яицких казаков, 150 донских, около 10000 калмыков, башкирцев, ясачных татар, господских крестьян, холопов и всякой сволочи. Пушек у них было тринадцать… Страх и трепет объял жителей Саратова. Многие скрылись заранее в лесах, ущелиях и на островах Волги, не жалея домов и имуществ, но многие, уговоренные храбрыми сынами отечества, остались в городе и положились на волю Божию…».
В 1781 году 1 февраля во имя Живоначальной Троицы был освящён верхний собор.
Первоначальный вид собора значительно изменился на рубеже XVIII—XIX столетий. К этому времени стало очевидным, что его стены нуждаются в укреплении. В 1786 году в стенах собора были обнаружены сквозные трещины. 3 апреля 1786 года губернатору П. С. Потемкину была прислана архиерейская грамота, предписывавшая разборку Троицкого собора и строительство на его месте нового храма.
Саратовцы, успевшие полюбить собор, не торопились с исполнением архиерейского указа. Трещины вроде бы перестали расширяться, и службы в аварийном храме продолжались до 1795 года. 1 мая 1795 года настоятель собора протоиерей Михаил Нилов получил указ из Астраханской консистории о прекращении богослужений и о немедленном начале работ по укреплению храма.
Троицкий собор был запечатан 5 июня 1795 года и оставался закрытым до 1800 года Затем богослужения возобновились, но в мае 1811 года были снова прекращены. Впрочем, и в это время в нём совершались разовые богослужения на Троицу и на Успение, а также во время приезда из Астрахани или Пензы правящих архиереев.
Протоиерей Н. Г. Скопин пишет в дневнике от 13 августа 1797 года:

Смотрѣли со всѣмъ обществомъ саратовскій соборъ, которой г. Іустиновъ хочетъ поновлять. Иконостасъ въ верху прекрасный; въ стѣнахъ трещина небольшая, но опасная потому, что связей почти нигдѣ нѣтъ; осмерикъ хорошъ и твердъ, но дуга изъ трапезы въ церковь связей не имѣетъ и треснула. Также и въ нижнемъ соборѣ двѣ связи лопнули въ постъ въ самой церкви. Одни говорятъ, что опасности нѣтъ, другіе находятъ (ее)
За трещинами в соборе наблюдал специально приставленный комитет из почетных прихожан. В него входили управляющий Саратовской соляной конторой М. А. Устинов и купцы Г. Я. Волков и И. М. Пулькин. Трещины не расширялись. Считая здание достаточно прочным, М. А. Устинов, живший по соседству с собором (ныне в его особняке — областной Краеведческий музей), на собственные деньги подвел под стены, начиная от фундамента, контрфорсы. Для того чтобы здание не казалось уродливым, над ним была построена крытая галерея, завершенная в западной части мощной двухэтажной папертью, увенчанной треугольным фронтоном. Вероятно, в это время «луб и дранье» на крыше собора были заменены кровельным железом.

### XIX век
Вскоре после учреждения Саратовского наместничества (1780 года) выяснилось, что на его территории находились приходские церкви, принадлежавшие, по меньшей мере, семи епархиям: Астраханской, Тамбовской, Казанской, Воронежской, Владимирской, Нижегородской, Рязанской. Беспорядок в церковной администрации был устранен Высочайшим указом от 16 октября 1799 года об учреждении Саратовской и Пензенской епархии.
В конце 1799 года Троицкий собор встречал первого архиерея новоучрежденной епархии — Преосвященного Гаия (Токаова), епископа Саратовского и Пензенского. В Саратове он надолго не задержался, но произвел на саратовское духовенство самое благоприятное впечатление. Расположившись в Спасо-Преображенском монастыре, Гаий нашёл его совершенно непригодным для жительства. Никакой другой подходящей для архиерея резиденции в постоянно сгоравшем и потому в малоблагоустроенном Саратове не нашлось, и Преосвященный Гаий перебрался в другой свой кафедральный город Пензу.
В Саратов он приезжал довольно часто и оказался запертым в этом городе во время чумы с конца 1807 года до апреля 1808 года. Об этой эпидемии подробно рассказывает в своем дневнике настоятель Троицкого собора протоиерей Николай Герасимович Скопин: «По городу ходили слухи, что чума выдумана саратовской администрацией с целью показать свою распорядительность и отличиться таким путём перед высшим начальством». Слухи эти дошли до Петербурга, откуда для выяснения степени распространения болезни был командирован сенатор Осип Петрович Козодавлев. Впрочем, его борьба с распространением гипотетической чумы ограничилась присутствием в городе, который совсем не походил на зачумленный. «Сенатор жил, да пировал. Если что было хорошего в нём, так это усердие к церкви. Ибо всегда хаживал к обедне преждеосвященной и златоустовой…»
Усердный к церкви О. П. Козодавлев обратил внимание на вопиющую бедность облачений соборного духовенства. Козодавлев обратился к императору с прошением об обновлении ризницы. На радостях по случаю прекращения чумы от щедрот Александра Павловича в Саратов была доставлена новая ризница. Протоиерей Николай Скопин замечает в своём дневнике: «17 числа (января 1809 г.) было великое торжество в Саратове, ибо было освящение ризницы, всемилостивейше пожалованной от Государя Императора Александра Павловича в Саратовский Троицкий собор… Сия ризница наделала шуму в городе, ибо столь счастливого происшествия он от бытия своего не видел…»
Впоследствии эта ризница была передана в новый Кафедральный собор во имя святого благоверного князя Александра Невского. Но и здесь, как и в Троицком соборе, ею пользовались только в торжественных случаях и всегда — в неделю Крестопоклонную и накануне и в день Воздвижения Креста Господня.
К началу XIX столетия стало ясно, что укреплённый контрфорсами Троицкий собор перестал расходиться. Для возобновления богослужений нужно было получить официальное заключение. Министр внутренних дел О. П. Козодавлев поручил Строительному комитету Департамента государственного хозяйства и публичных зданий провести экспертизу храма. 9 февраля 1813 года в Саратов прибыли архитектор Фохт с помощником Иваном Колодиным. После внимательного осмотра собора Фохт и Колодин сделали вывод, что основной причиной аварийного состояния собора являются пережитые храмом пожары. С выводами Фохта и Колодина не согласился старший член комитета Луиз Руска, который заметил, что причина образования трещин состояла в выемке стен под восьмериком. Предложения Фохта и Руска были прямо противоположными. Фохт предлагал подкрепить собор внутренними пристройками сводов и стен. Руска считал что собор и без поправки не развалится, однако, чтобы отвратить всякое сомнение в его прочности, находил нужным для этого только снять каменные купола с собора и колокольни и заменить их, для облегчения здания, деревянными.

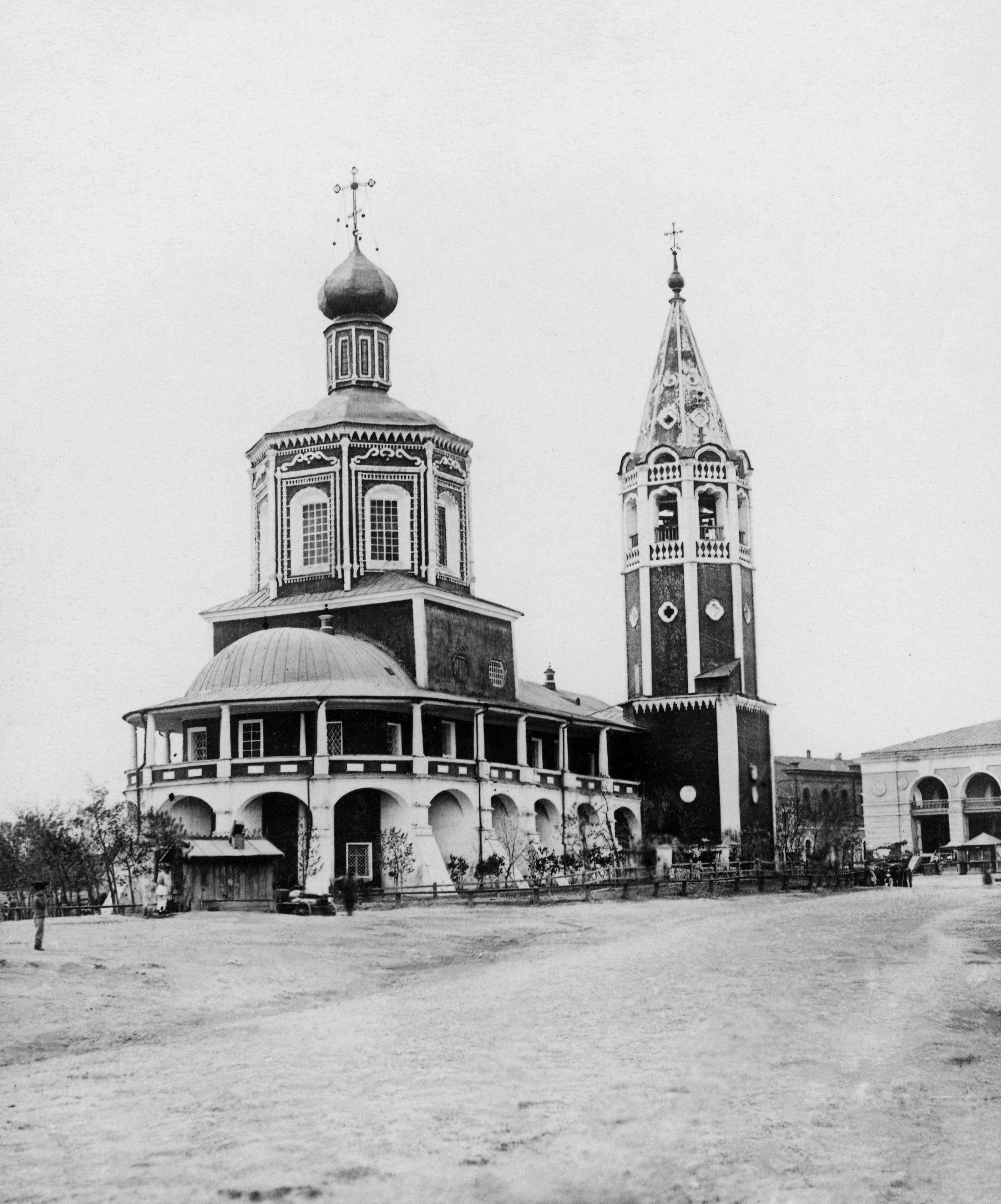
Вид старого собора и гостиного двора со стороны Троицкого взвоза 1880—1890 годы

Не зная, как примирить мнения двух уважаемых специалистов, О. П. Козодавлев предложил саратовскому губернатору А. Д. Панчулидзеву решить вопрос на месте с учётом мнений саратовского губернского архитектора В. И. Суранова и присланного из Тамбова архитектора Н. В. Урюпина. На месте вопрос был решён с провинциальной простотой. В рапорте, поданном губернатору 29 апреля 1814 года, Суранов и Урюпин предлагали ограничиться простой заделкой трещин новой кирпичной кладкой.
В августе, через три месяца после заделки стен, архитекторы доложили Панчулидзеву, что новых трещин нет и собор стоит совершенно безопасно. 12 сентября 1814 года правящий архиерей епархии епископ Пензенский и Саранский Афанасий (Корчанов) дал благословение на возобновление богослужений в Троицком соборе. К этому времени в нижней и верхней церкви на средства М. А. Устинова были сделаны новые богатые иконостасы.
28 марта 1826 года был освящён новый Кафедральный собор во имя святого благоверного князя Александра Невского. Троицкий собор превратился в обычную приходскую церковь.
В 1836 году в нижнем Успенском храме на средства купца Филиппа Яковлевича Пулькина был устроен правый придел во имя трех святителей Василия Великого, Григория Богослова и Иоанна Златоуста. В 1837 году в том же нижнем храме иждивением того же Ф. Я. Пулькина был устроен левый придел во имя апостола Иакова Алфеева, брата Господня, и преподобномученицы Евдокии. Они находились в новой трапезной по обеим сторонам арки, отделявшей её от старой. Оба придела были крошечными. В иконостасе правого была, кроме царских врат, одна северная дверь. В левом придельном иконостасе боковых дверей не было вообще. Эти приделы были разобраны при закрытии храма и впоследствии не возобновлялись.
В 1860 году Троицкий собор обзавёлся новыми иконостасами. Иконы были написаны живописцем Федором Илларионовичем Солонининым, творчество которого пришлось по вкусу правящему епископу Преосвященному Афанасию (Дроздову). «Кисть Солонинина» консистория рекомендовала для всех храмов епархии, так как Солонин «в изображении ликов на иконах держался древнего греческого стиля, избегая крайностей и раскольнической уродливости, и языческой подражательности природе» (Указ Саратовской духовной консистории от 29 февраля 1856 года № 1020).
21 июля 1863 года Саратов посетил наследник всероссийского престола цесаревич и великий князь Николай Александрович (не ставший императором из-за своей преждевременной кончины). Он молился за Литургией в Троицком соборе, после которой благоговейно приложился к чудотворному образу Спаса Нерукотворного.

### XX век
Начало нового века ознаменовалось для Троицкого собора новым большим ремонтом. Он был начат по инициативе викарного епископа Саратовской епархии священномученика Гермогена (Долганёва). Имея титул епископа Вольского, Преосвященный Гермоген проживал в Спасо-Преображенском монастыре Саратова и очень любил служить в Старом соборе. 13 февраля 1903 года по благословению Преосвященного Гермогена, ставшего вскоре правящим архиереем Саратовской епархии, был организован особый «Строительный комитет по ремонту и благоукрашению Троицкого (Старого) собора». Его председателем стал вице-губернатор, действительный статский советник Всеволод Николаевич Азанчеев-Азанчевский, товарищем председателя — настоятель собора иерей, в затем протоиерей Геннадий Иванович Махровский.
Комитет составил план ремонтных и реставрационных работ, выполнить которые в полной мере не удалось, — этому помешала революция 1917 года. Предсоборная площадь надолго стала местом революционных и антирелигиозных митингов, хулиганских выходок и акций разнообразных организаций, в том числе скандально известного в Саратове в начале 1920-х годов общества «Долой стыд!».
Октябрьский переворот 1917 года в Саратовской губернии был встречен с неодобрением. Начались аресты духовенства и мирян. 30 сентября 1919 года был расстрелян настоятель Свято-Троицкого собора протоиерей Геннадий Махровский вместе со священником Крестовоздвиженской церкви Олимпом Диаконовым. 10 октября 1919 года в Саратове были расстреляны епископ Вольский Герман (Косолапов), исполнявший во время пребывания епископа Досифея на Поместном Соборе обязанности правящего архиерея, настоятель Серафимовской церкви Саратова протоиерей Михаил Павлович Платонов, личный секретарь епископа Гермогена протоиерей Андрей Васильевич Шанский.
В начале 1930-х годов были закрыты все саратовские храмы, большинство из них было разрушено. В 1934 году был закрыт и Троицкий собор: в нём разместилось хранилище краеведческого музея. Ему тоже грозило разрушение, но на защиту храма встали не только его прихожане, но и научная и культурная общественность города. Самыми усердными защитниками Троицкого собора стали ученые Саратовского университета, сотрудники краеведческого и художественного музеев. Среди них — известный исследователь искусства Золотой Орды, замечательный саратовский ученый Кира Николаевна Папа-Афаносопуло. Собор удалось отстоять. Он был недействующим всего восемь лет.
Восстановление епархиального управления в Саратове произошло во время Великой Отечественной войны после назначения на Саратовскую кафедру епископа Андрея (Комарова), служившего когда-то в Саратове приходским священником. Епископ Андрей добился возобновления церковной жизни в Саратове.
8-го октября 1942 года в Троицком соборе были возобновлены регулярные богослужения. Настоятелем храма стал иеромонах Борис (Вик), ставший впоследствии правящим архиереем Саратовской епархии. Храм пострадал от вандализма: была расхищена ризница, уничтожены иконы и книги, разломаны иконостасы.
В военные и первые послевоенные годы Троицкий собор был переполнен. Сюда приходили тысячи людей, среди которых заметное место занимали представители саратовской интеллигенции. Иподиаконами епископов Андрея (Комарова), Григория (Чукова), Паисия (Образцова), Бориса (Вика) многие годы были юные Дима Ленской (впоследствии доцент механико-математического факультета СГУ) и Кир Юдин (впоследствии заведующий кафедрой анатомии Саратовского мединститута). С 1948 года до самой своей смерти в 1989 году усердным прихожанином собора был математик с мировой известностью, заведующий кафедрой алгебры и теории чисел СГУ профессор Николай Григорьевич Чудаков.
Восстановление внутреннего убранства храма заняло десятилетия. Население после войны оставалось крайне бедным. Власти, контролировавшие деятельность духовенства, беззастенчиво изымали средства, пополняя ими «Советский фонд мира».
В апреле 1948 года Саратовской епархии была возвращена Духосошественская церковь. Она была значительно вместительнее Троицкого собора; архиерейские богослужения, которые привлекали множество народа, удобнее было совершать в ней. 21 апреля 1948 года епископ Саратовский и Вольский Борис (Вик) принял решение перенести кафедру в Духосошественский собор. Но в феврале следующего года епископа, со строгим замечанием от Св. Синода, переместили в Чкаловскую (Оренбургскую) епархию, и Духосошественский собор кафедральным так и не стал.
22 июня 1949 года Троицкий собор посетил Святейший Патриарх Московский и всея Руси Алексий I, путешествовавший по Волге. Святейший Патриарх осмотрел храм и благословил произвести реставрацию фресок. Настоятель собора протоиерей Иоанн Цветков привлёк к реставрации артель иконописцев из села Палех. Росписи были сделаны в обоих храмах Троицкого собора. Они отличаются характерной для палехской школы нарядностью, легкостью рисунка, утонченной проработкой деталей, радостной гармонией цвета.
В 1950—1954 годы известным художником-палешанином П. Л. Париловым были написаны также 40 икон, составивших иконостас верхнего Троицкого храма.
До конца 1980-х годов собор был одним из двух действующих саратовских храмов. До 2001 года он имел статус кафедрального. Его очень любили саратовские архиереи. Митрополит Вениамин (Федченков) после вечерней службы в воскресенье часто беседовал здесь с народом. Епископ Вениамин (Милов) писал, что он особенно любит богослужение в Троицком соборе. Архиепископ Пимен (Хмелевский) всегда говорил с особенной любовью: «У нас в соборе». Здесь в ограде храма Владыка Пимен и был погребен в 1993 году. Год спустя рядом с ним похоронили епископа Нектария (Коробова).
Летом 1993 года Саратовскую епархию посетил Патриарх Московский и всея Руси Алексий II. 22 июня 1993 года, впервые за четырёхсотлетнюю историю Саратова, Божественную литургию в Троицком соборе совершил Предстоятель Русской Православной Церкви.

### XXI век
В 2004 году началась капитальная реставрация храма. Работы возглавил настоятель храма игумен Пахомий (Брусков). Проект реставрации был разработан специалистами Центральных научно-реставрационных проектных мастерских Министерства Культуры РФ, главный архитектор проекта — Е. К. Рукавишникова. За несколько лет была произведена полная реставрация фасадов храма, был воссоздан его исторический архитектурный облик. Заново были выполнены утраченные элементы храмового декора: наличники, сандрики, карнизы. В 2007 году были позолочены оба купола храма, а также изготовлены позолоченные подзоры куполов и четверика. Архитекторами было предложено новое цветовое решение фасадов, учитывающее воссозданные элементы декора. Была заменена стропильная конструкция кровли, выполнено её медное покрытие. Также были покрыты медью выступающие части фасада храма: карнизы, контрфорсы. Полностью были заменены витражи на закрытой галерее, воссоздано мозаичное покрытие пола на открытой галерее. Построена новая ограда храма, возведена трансформаторная подстанция.
В течение трёх лет производился капитальный ремонт внутреннего убранства нижнего Успенского храма. Храм стал значительно просторнее за счёт углубления пола. Из-за необходимости укрепления кладки пришлось полностью удалить штукатурку с палехскими росписями середины XX века. Мастерами Палехской иконописной мастерской «Лик» под руководством О. Р. Шуркуса были заново расписаны стены храма. Росписи, выполненные в стиле XVII столетия, приблизили интерьер храма к стилю его архитектуры. Артелью иконописцев из Палеха изготовлен новый иконостас, сохранивший основные художественные формы прежнего иконостаса, к которому привыкли прихожане. Палехские иконописцы выполнили также фреску «Гостеприимство Авраама» на фронтоне собора, освященную 24 октября 2008 года. В алтарной части помещены композиции «Собор апостолов», «Великий вход» и «Служба святых отец» с изображением святителей. Тему росписи паперти составило предание об основании града Саратова московскими стрельцами и принесении ими из Лавры преподобного Сергия чудотворной иконы Спаса Нерукотворного, поныне пребывающей в Троицком соборе.
10 декабря 2006 года было совершено Великое освящение нижнего Успенского храма, которое совершил архиепископ Симбирский и Мелекесский Прокл, неоднократно служивший в Троицком соборе в 1994—1995 годах, когда ему было поручено временное управление Саратовской епархией.
В 2012 году на территории собора завершилось строительство нового административного корпуса, в котором располагаются воскресная школа, просветительский центр, службы административно-хозяйственного назначения.
26 октября 2014 года во время визита в Саратов патриарх Кирилл огласил указ о присвоении Троицкому храму статуса кафедрального собора.
2 ноября 2014 года митрополитом Саратовским Лонгином освящён верхний храм.
26 октября 2016 года в соборе совершено таинство венчания и впервые в России за последние 99 лет — гражданская регистрация брака сотрудниками ЗАГС.

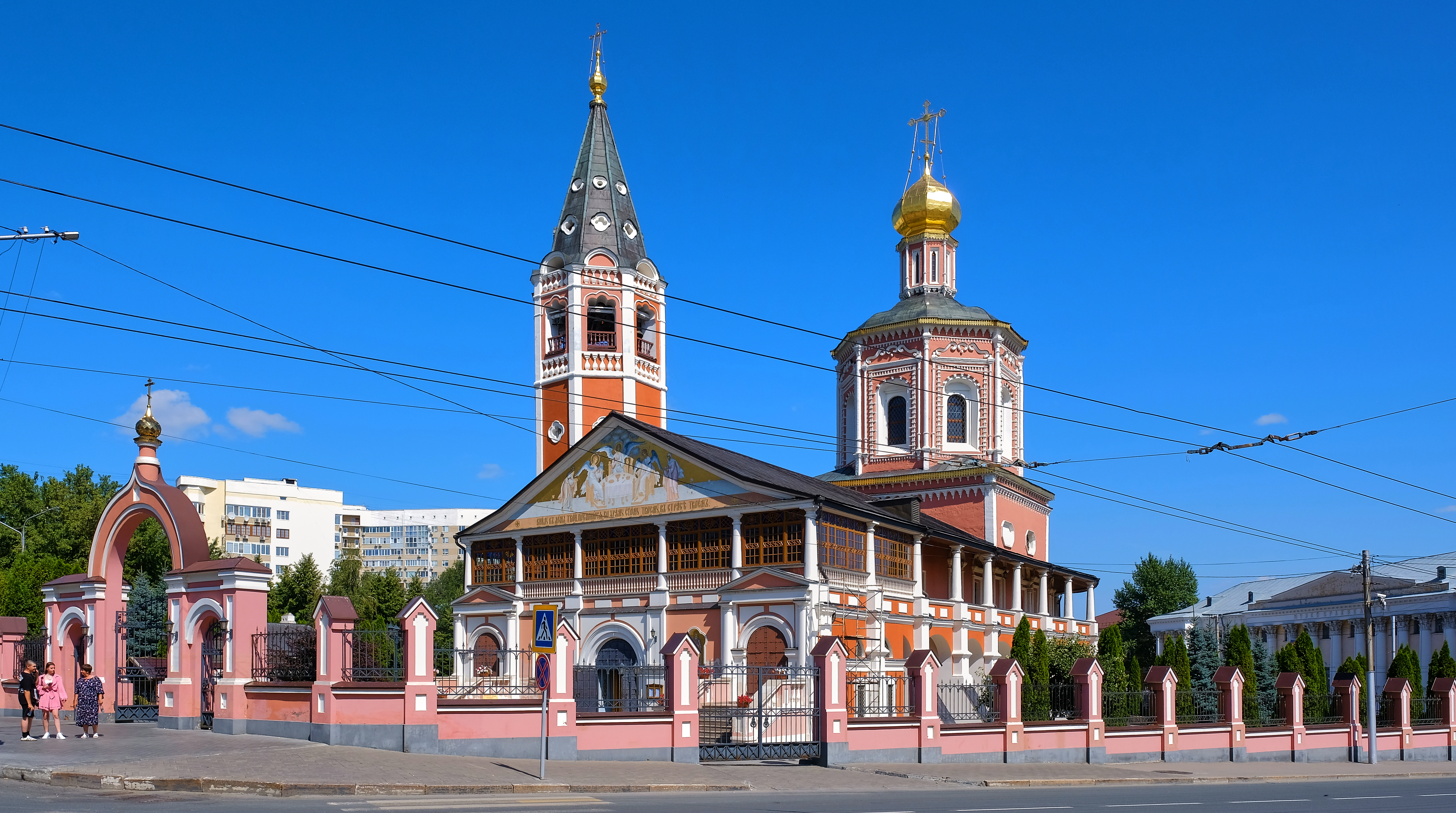
Вид с Московской улицы
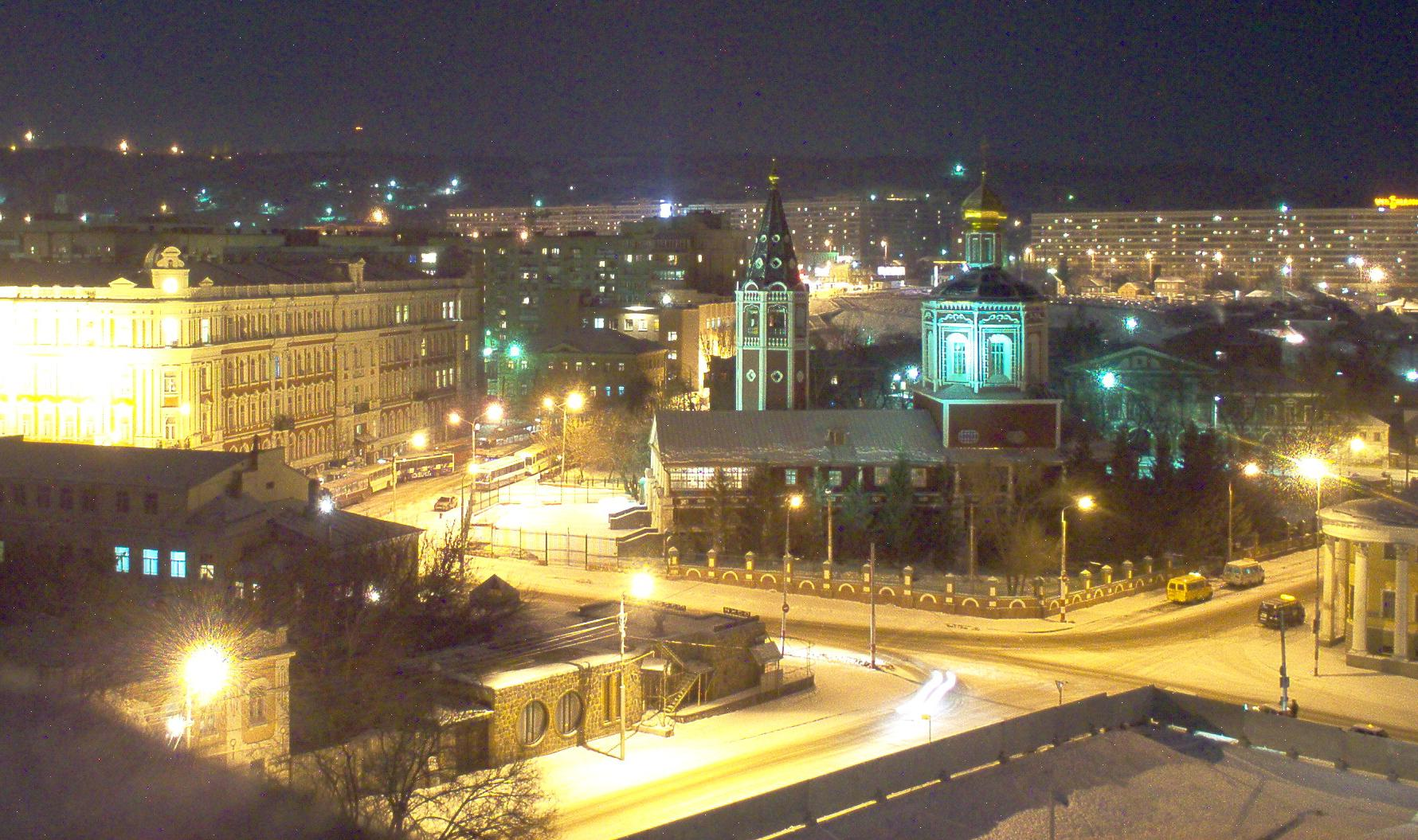
Ночной вид
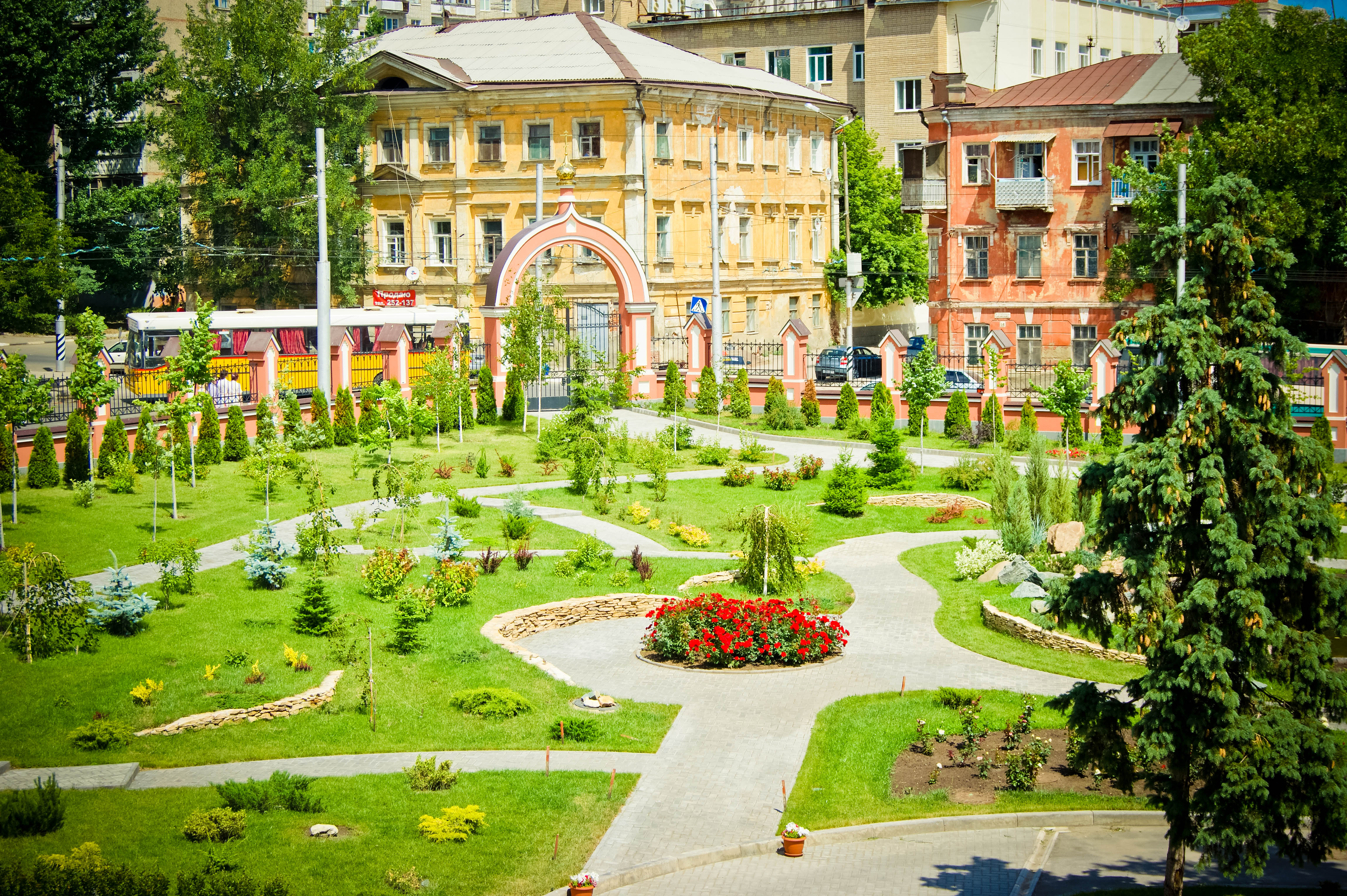
Сквер на территории собора
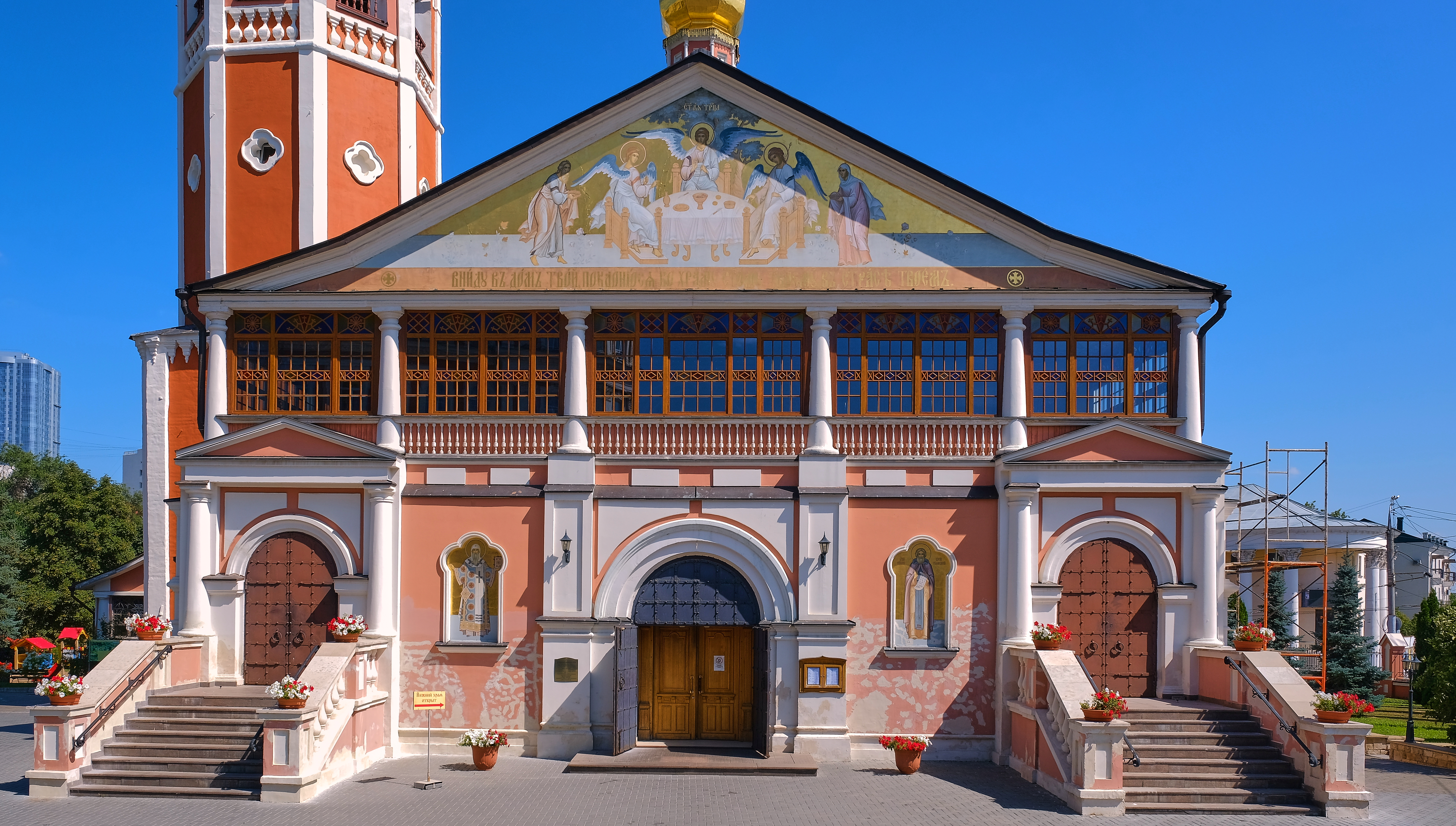
Главный вход

## Святыни собора

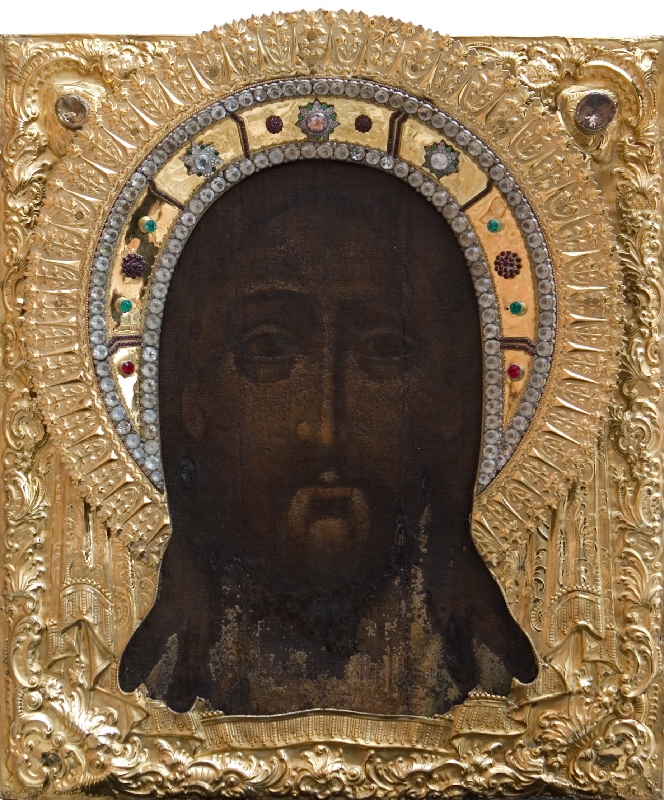
Спас Нерукотворный

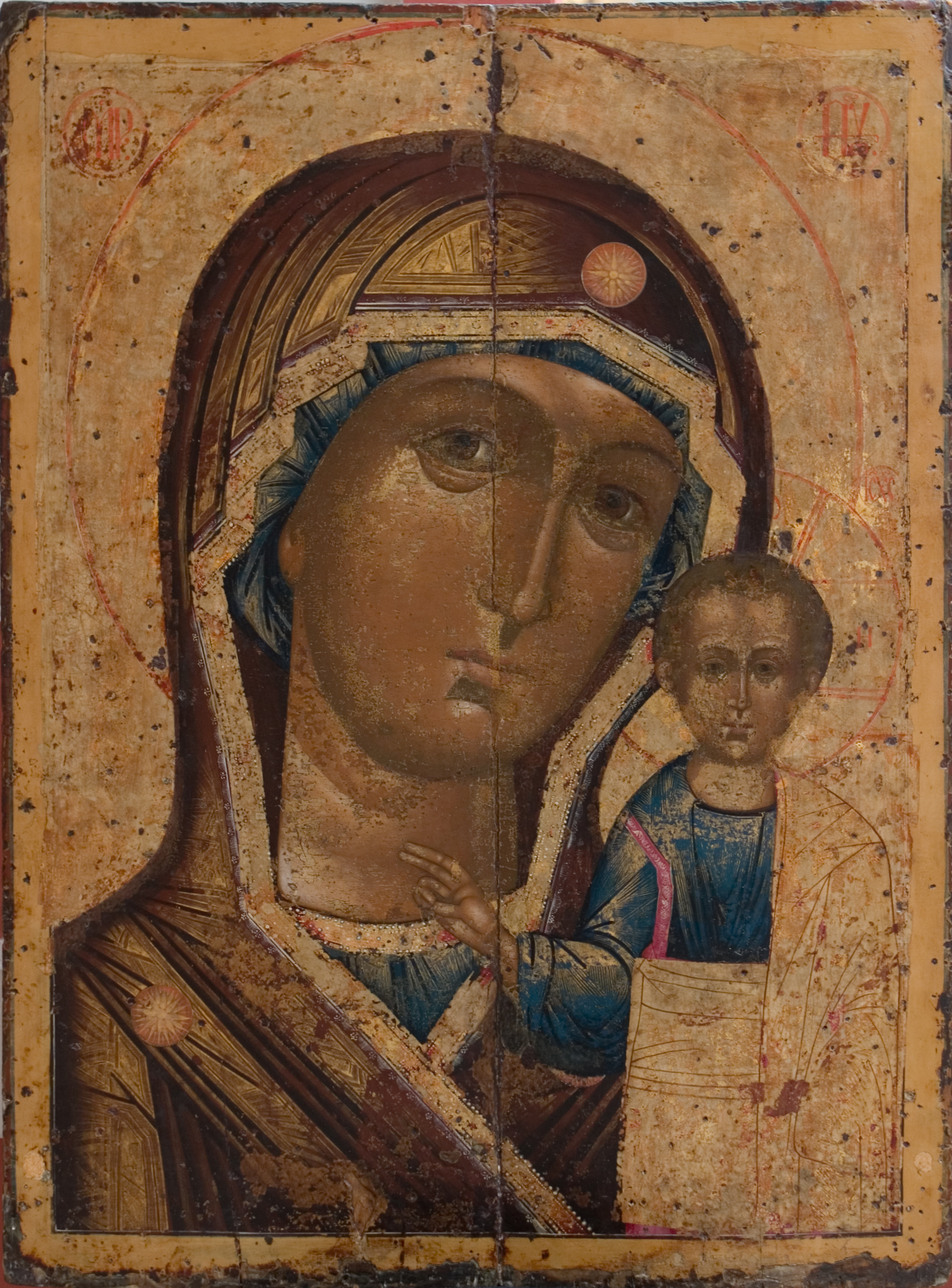
Казанская икона Богородицы

Многие святыни собора представляют не только религиозную, но и историко-культурную ценность.

### Нерукотворный образ
Наиболее древней и почитаемой иконой Троицкого собора является Нерукотворный образ Спасителя, который, по преданию, принесли из Троице-Сергиевого монастыря стрельцы, основавшие Саратов. Достоверность этого предания подтвердилась во время последней реставрации иконы. Образ Спасителя оказался написанным на холсте, который впоследствии был наклеен на доску, то есть изначально он мог представлять собой священную хоругвь, сопровождавшую воинский отряд. Хоругви с изображением Спаса Нерукотворного, вдохновлявшие с глубокой древности русских воинов на победу в боевых сражениях, почитались с глубокой древности. Вероятно, хоругвь, превратившаяся в икону, первоначально находилась в одном из храмов левобережного Саратова. При перенесении города на правый берег Волги святыня оказалась в первом, ещё деревянном Троицком соборе.
Прославление иконы началось с 1812 года благодаря следующему событию. К соборному священнику пришёл приказчик рязанского купца Якова Михайлова и сказал, что хозяин его, Михайлов, чудесным образом исцелившийся от какой-то опасной болезни, написал ему, приказчику, из Рязани об этом событии. Исцеленный просил, чтобы приказчик отыскал образ Спасителя, который, по его словам, должен был быть в соборе над южною наружною дверью, и просил при этом сделать на образ ризу. Образ отыскали и внесли его внутрь церкви; приказчик сделал ризу сребропозлащенную и отслужил перед образом благодарственный молебен.
Свидетельством того, что исцеления по молитвам у чудотворного образа совершались неоднократно, стали многочисленные изображения исцеленных органов человеческого тела, которые вместе с золотыми и серебряными нательными крестиками и образками в изобилии были прикреплены к окладу иконы. Некоторые из этих подношений были вывешены рядом с иконой в особом киоте. Их было так много, что часть из них в середине XIX столетия была переплавлена для изготовления нескольких сребропозлащенных венцов на другие иконы Троицкого собора. В. П. Соколов, изучавший описи имущества храма, сообщает, что общий вес изготовленных украшений — 260 золотников, то есть около 1110 г.
В 1920-е годы большевики вначале изъяли драгоценную ризу, а затем и сам образ: он попал в краеведческий музей. После 1942 года чудотворная икона Спасителя вернулась в Троицкий собор. С 1950-х годов и до настоящего времени каждую неделю перед чтимым образом читают акафист, который исполняется всеми прихожанами нараспев.
К началу XXI столетия икона находилась в очень тяжелом состоянии: изображение было частично утрачено, доска сильно повреждена. По благословению епископа Лонгина в 2006 году была проведена реставрация святыни. Икону обследовали специалисты Московского музея имени преподобного Андрея Рублева, и было принято решение реставрировать её в Саратове, чтобы чтимый образ не покидал города, в котором находится вот уже несколько столетий. Также был отреставрирован старинный оклад.

### Другие иконы
Кроме того, в Свято-Троицком соборе пребывают чтимые образы Казанской, Августовской икон Божией Матери, Ветхозаветной Троицы, чудотворная Иверская икона Божией Матери, образ святителя Феодосия Черниговского с частицей мощей, преподобного Серафима Саровского с фрагментами его одежды. Несколько икон, находящихся в настоящее время в соборе, написаны в монастырях Святой Афонской Горы в XIX веке: например, иконы Божией Матери «Скоропослушница» и «Взыскание погибших», а также икона святого великомученика и целителя Пантелеимона с житийными клеймами.

### Мощевик

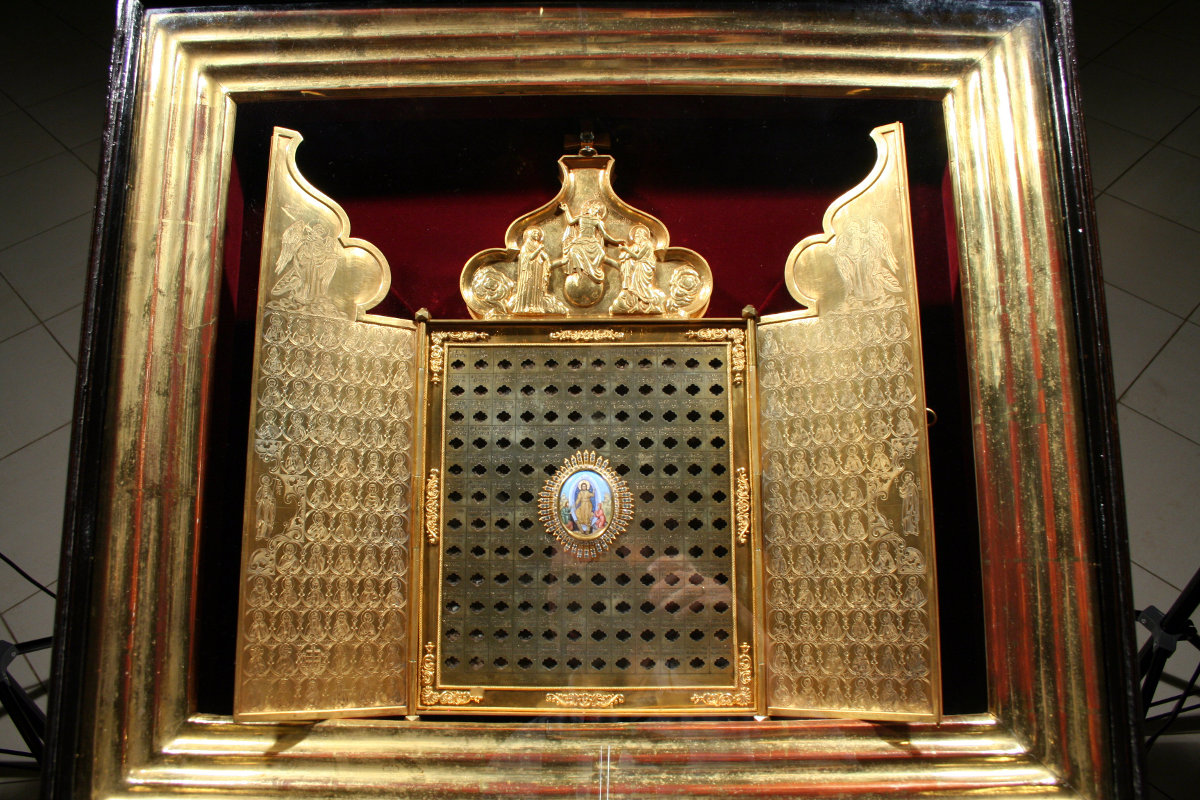
Мощевик

В январе 2005 года состоялась торжественная передача Саратовской епархии святыни, многие годы хранившейся в Саратовском областном музее краеведения: уникального мощевика, который содержит 132 частицы мощей святых. По благословению епископа Лонгина по сохранившейся фотографии была восстановлена риза на мощевик.

## Богослужения
- С понедельника по субботу литургия в 8.00;
- В воскресенья и праздники ранняя литургия в 7.00, поздняя литургия в 9.00;
- Ежедневно вечернее богослужение в 17.00, дежурный священник находится в храме с 8.00 до 15.00.
- Читаются акафисты (во время вечернего богослужения): по средам — Спасителю, по воскресеньям — Божией Матери.

## Хор Свято-Троицкого собора

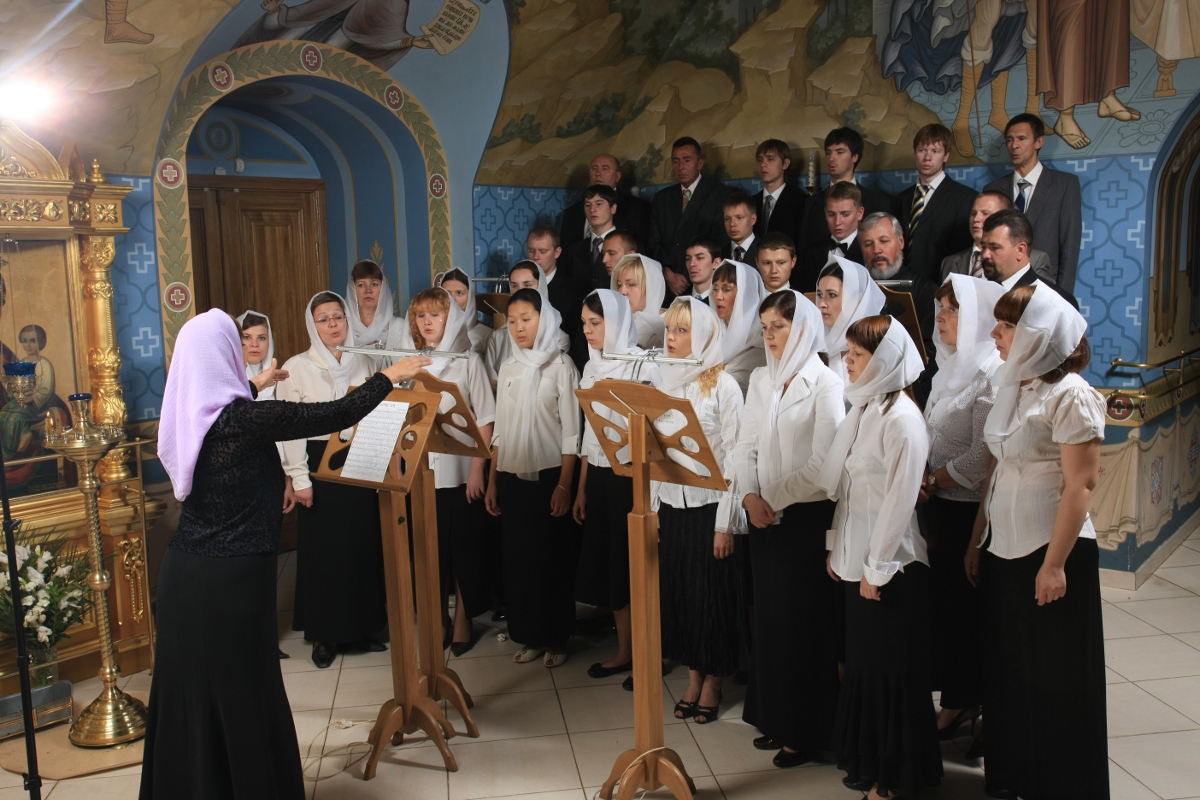
Праздничный хор Свято-Троицкого собора в Нижнем храме в честь Успения Богородицы

Даже в XX веке, во времена гонений, в Свято-Троицком соборе бережно сохранялись и развивались лучшие традиции православного церковного пения. В соборном хоре пели многие известные в Саратове музыканты, несмотря на неприятности на основной работе и фельетоны в областной прессе. Особое внимание развитию хора в 1960—1980-х годах уделял правящий архиерей Саратовской епархии Пимен (Хмелевский). Регентами хора в это время были диакон Борис Лаврушин, Ирина Цветкова, Елена Нескина.
В настоящее время в Свято-Троицком соборе несколько хоровых коллективов: праздничный (правый), смешанный будничный, мужской и женский любительский.
В состав праздничного хора входит около 30 певчих, все они имеют высшее музыкальное образование. В репертуаре хора произведения Павла Чеснокова, Александра Кастальского, Александра Архангельского и других духовных композиторов. Коллектив сохраняет в творчестве лучшие традиции партесного пения. Регентом является Светлана Хахалина.
Хор ведёт и концертную деятельность, библиотекарскую и научную работу в целях сохранения традиций певческого искусства Свято-Троицкого собора.

## Воскресная школа
В 1991 году в Троицком соборе начала работу первая в Саратовской епархии воскресная школа. Учениками школы стали подростки, молодые прихожане храма. Зачастую на занятия вместе с детьми приходили их родители. Первые выпускники школы стали воспитанниками открывшейся в 1992 году Саратовской Православной Духовной семинарии.
В настоящее время занятия воскресной школы проходят в трех возрастных группах. В программу обучения входят Закон Божий, Новый и Ветхий Заветы, история Церкви, церковное пение, церковно-славянский язык, основы литургики, основы христианской нравственности, апологетика, церковное искусство, прикладное творчество. Преподают в воскресной школе священнослужители и прихожане собора, имеющие высшее образование и опыт работы с детьми.
В отдельной группе занимаются ребята из интерната № 5 г. Саратова. Каждую неделю они посещают воскресную Литургию, периодически исповедуются и причащаются Святых Христовых Таин. Ребята принимают участие в подготовке праздников, фотографии на память о которых вкладываются в личное дело каждого ребёнка. Работе группы помогают молодые прихожане Свято-Троицкого собора. К праздникам Рождества Христова и Пасхи, а также к окончанию учебного года воспитанники интерната получают подарки, приобретенные на пожертвования прихожан собора.
Кроме учебных занятий, в воскресной школе собора организуются поездки по святым и историческим местам нашей Родины. Так, преподаватели и ученики школы вместе побывали в Троице-Сергиевой Лавре, в различных храмах и монастырях Москвы и Подмосковья, Серафимо-Дивеевском монастыре, посетили Бородинское поле и Волгоград, а также совершали поездки по Саратовской епархии.
Воспитанники вместе с педагогами посещают концерты духовной музыки, музеи, выставки церковного искусства. К праздникам педагоги с детьми готовят театральные постановки. Традиционными стали в воскресной школе пасхальные и рождественские спектакли, а кроме того, воспитанники периодически готовят постановки на исторические сюжеты.
Преподаватели, ученики воскресной школы и прихожане собора оказывают помощь воспитанникам интерната № 4 г. Саратова, в котором обучаются дети, больные детским церебральным параличом. На средства собора и пожертвования прихожан периодически пополняется библиотека класса «Основ православной культуры». Священнослужители и педагоги воскресной школы собора посещают день знаний, праздник последнего звонка, мероприятия, организованные участниками кружка «Основ православной культуры», в дни церковных праздников служат в интернате молебны. В свою очередь учителя и воспитанники интерната посещают богослужения в соборе, а также праздничные спектакли, организованные воспитанниками воскресной школы собора.

## Газета «Троицкий листок» и журнал «Гимназический взвоз»
В Свято-Троицком соборе регулярно издается приходская газета «Троицкий листок», корреспондентами которой являются сотрудники и прихожане собора.
На протяжении нескольких лет действует сайт собора, на котором можно познакомиться с новостями приходской жизни, историей храма, его святынями, а также узнать о том, как можно помочь храму.
Силами прихожан Свято-Троицкого собора выпускается православный журнал «Гимназический взвоз», активными корреспондентами которого являются школьники г. Саратова. Священнослужители и прихожане собора совершают совместные паломнические поездки.

## Библиотека
При храме работает библиотека. Её фонд насчитывает около 3000 книг. В библиотеке представлены творения святых отцов Церкви, сочинения современных богословов, также произведения русских классиков и детской православной литературы. В коллекции библиотеки есть фото и видео материалы.